# 京都市立太秦小学校
京都市立太秦小学校（きょうとしりつ うずまさしょうがっこう）は、京都市右京区にある公立小学校。

## 沿革

### 略歴
1872年（明治5年）、広隆寺内に太秦村太秦学校として開校。その後、京都市立太秦尋常小学校・京都市太秦国民学校と改称し、1947年（昭和22年）に京都市立太秦小学校となる。

### 年表
出典
- 1872年（明治5年） - 広隆寺内に京都府葛城郡第三区太秦村太秦学校として開校。
- 1910年（明治43年） - 葛城郡太秦尋常高等小学校と改称（推定）。
- 1928年（昭和3年） - 講堂、北校舎教室が全焼。
- 1929年（昭和4年） - 現在の地に新校舎完成。
- 1931年（昭和5年） - 太秦村が京都市編入により京都市立太秦尋常小学校と改名。
- 1936年（昭和11年） - 太秦第二尋常小学校（現安井小学校）新設。国民学校公布に伴い、京都市太秦国民学校と改称。
- 1941年（昭和16年） - 嵯峨野国民学校（現嵯峨野小学校）新設。
- 1947年（昭和22年） - 学制改革により京都市立太秦小学校と校名変更。
- 1955年（昭和30年） - 学校給食施設を整備。
- 1968年（昭和43年） - 体育館完工式。
- 1970年（昭和45年） - 常磐野分校開設。
- 1971年（昭和46年） - プール新設。
- 1972年（昭和47年） - たけの子学級開設。創立100周年式典挙行。
- 1974年（昭和49年） - 南太秦小学校開校。
- 1986年（昭和61年） - ことばの教室開設。
- 1991年（平成3年） - 学習水田「ずんずん田んぼ」完成。
- 1993年（平成5年） - コンピュータ室完成。
- 1995年（平成7年） - 大型図書室完成。
- 1998年（平成10年） - 運動場全面改修。
- 1999年（平成11年） - ふれあいサロン開設。
- 2003年（平成15年） - 土俵完成。
- 2006年（平成18年） - 学校運営協議会設置校指定。
- 2008年（平成20年） - 新プール完成。
- 2017年（平成29年） - 新体育施設（体育館・プール）完成。
- 2019年（令和元年） - 南校舎1階・2階トイレ改修。
- 2021年（令和3年） - 運動場東側半分を改修。
- 2022年（令和4年） - 創立150周年記念式典挙行。

## 通学区域
- 右京区[2]
  - 太秦青木元町、太秦荒木町（一部）、太秦石垣町、太秦和泉式部町、太秦一ノ井町、太秦井戸ケ尻町、太秦奥殿町、太秦面影町、太秦海正寺町、太秦垣内町、太秦桂ケ原町、太秦桂木町、太秦上刑部町、太秦木ノ下町、太秦組石町、太秦小手角町（一部）、太秦下角田町、太秦下刑部町（一部）、太秦朱雀町、太秦椙ケ本町、太秦滝ケ花町、太秦巽町、太秦多藪町、太秦辻ケ本町、太秦中堤町、太秦西蜂岡町、太秦野元町、太秦蜂岡町（JR山陰線以南）、太秦東唐渡町、太秦東蜂岡町（JR山陰線以南）、太秦藤ケ森町、太秦松本町、太秦森ケ西町、太秦森ケ東町、太秦森ケ前町、太秦門田町

## 進学先中学校
- 京都市立太秦中学校[2]

## アクセス
- 京福電気鉄道（嵐電）嵐山本線 太秦広隆寺駅から約150m
- 京都市営バス 太秦小学校前 下車
- 京都市営バス 太秦広隆寺前から約200m